# 松戸運動公園
松戸運動公園（まつどうんどうこうえん）は、千葉県松戸市にあるスポーツ施設が集合した公立の公園である。災害時には避難場所、ヘリコプター離着陸可能地として指定されている。

## 概要
各種スポーツ施設が集約された利用しやすい総合運動公園で、スポーツ大会、クラブチーム・部活動等の練習、地域のイベント、文化発表、個人の運動トレーニング等、盛んに利用され、市民に親しまれている。本格的な相撲場があるのも特徴である。インターネット等による施設の予約も出来るようになっている。
市内でも数少ない閑静で緑に恵まれた環境は、市民の憩いの場ともなっており、春には桜の花見客も多くなる。体育館は、選挙の開票所としても利用されている。

## 施設

### プール
- 屋外50m
- 屋外子ども用

### 体育館
- 競技場
  - 縦43m、横34m
  - バスケットコート2面
- トレーニング室
- 卓球室（卓球台9台）
- 弓道場（5人立）
- 小体育館
- 多目的室

### 陸上競技場
- トラック　一周400m（ウレタン舗装）
- 日本陸上競技連盟第3種公認
- 観客収容数約2,000人

### 野球場
- 両翼90m、センター120m
- 観客収容数約3,300人
- ナイター設備

### 武道館
- 柔道場（試合場152畳）
- 剣道場（試合場約252平方メートル）
- 多目的室
- 会議室
- 和室

### 相撲場
- 敷地面積353.7平方メートル
- 収容人員200人

### 児童公園
- 遊具、砂場等

### 施設ギャラリー

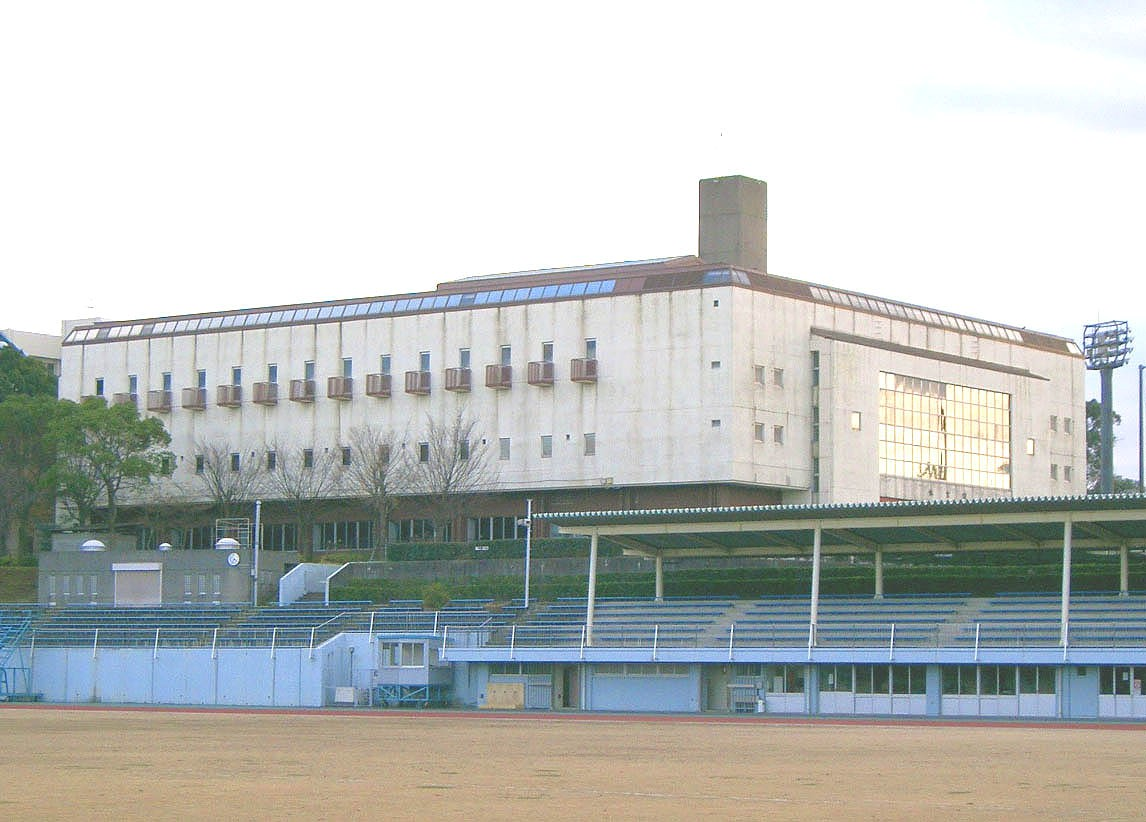
体育館
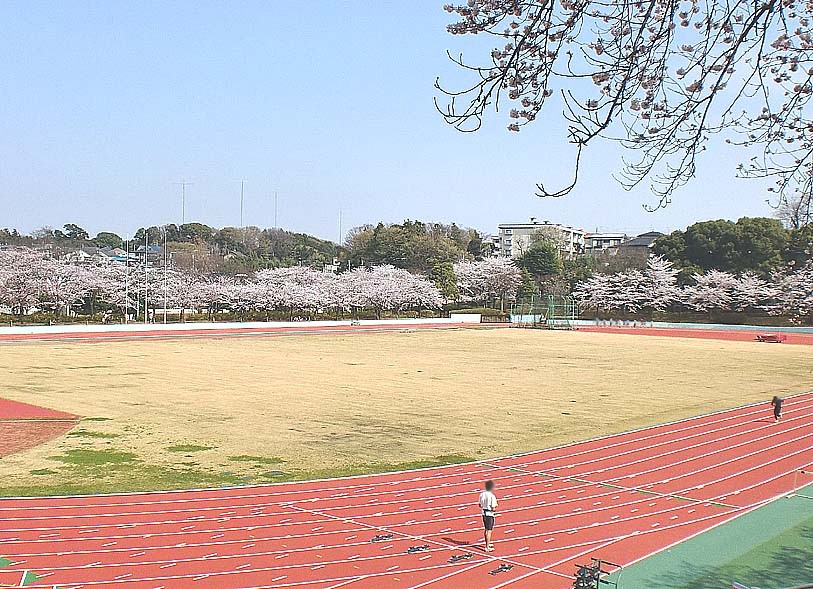
陸上競技場
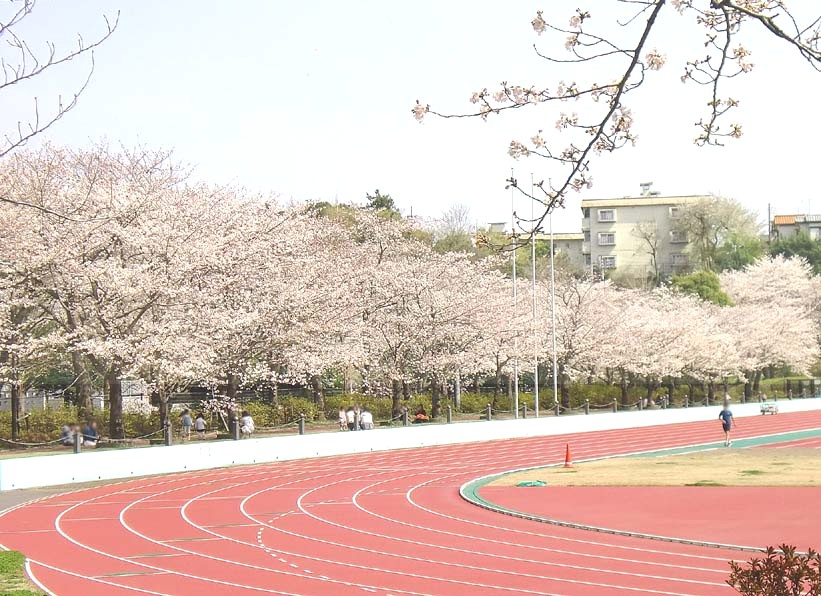
トラック
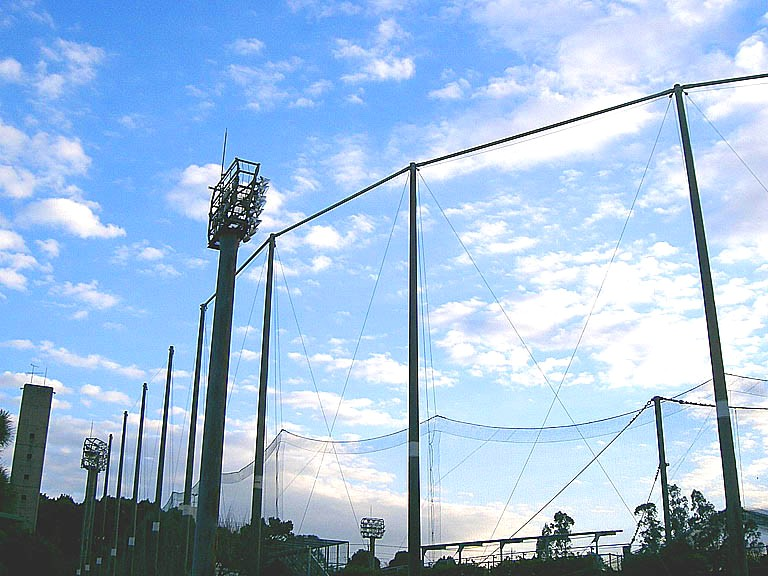
野球場ナイター設備
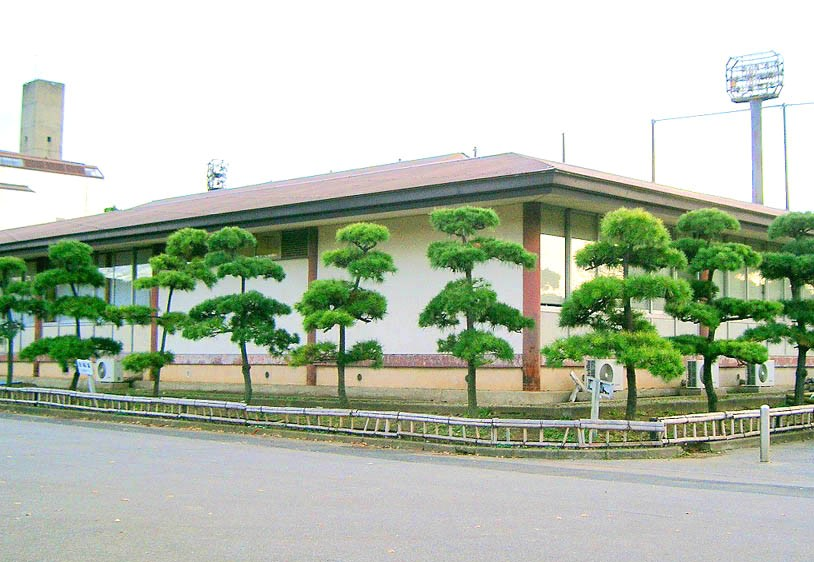
武道館
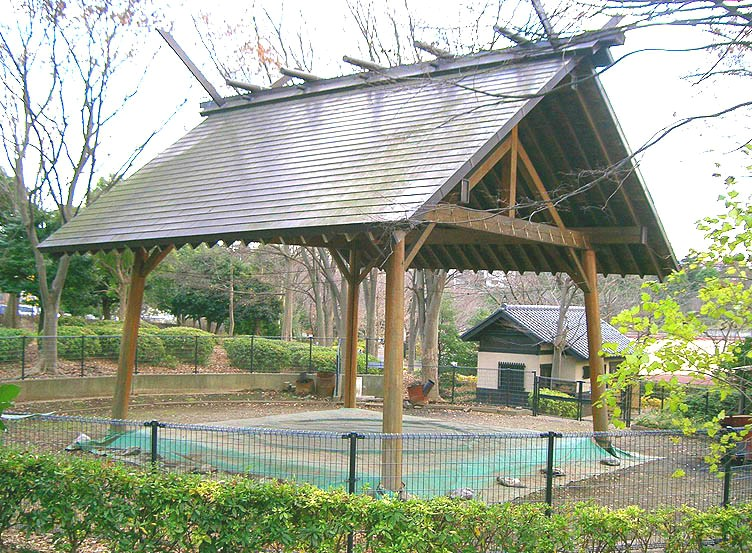
相撲場
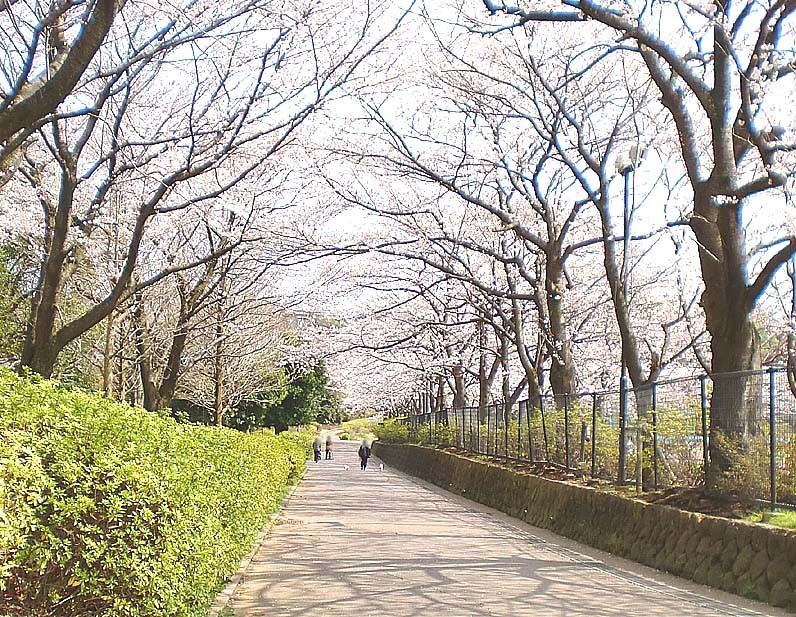
散歩やジョギング等に利用される遊歩道

## 所在地
- 千葉県松戸市上本郷4434

## 交通
- 京成松戸線松戸新田駅から徒歩約12分
- JR常磐線北松戸駅から京成バス「運動公園前」下車

## 沿革
- 1971年 武道館、プール完成
- 1972年 野球場完成
- 1974年 体育館オープン
- 1976年 陸上競技場完成
- 1989年 野球場にナイター設備完成
- 2005年 松戸市立病院の移転候補地となる
- 2009年 松戸市立病院の移転地が他所に決定し移転候補地の撤回が確定（後に移転そのものが凍結）
- 2010年 インターネットによる施設予約サービス開始、ゆめ半島千葉国体会場（フェンシング）

## 周辺施設
- 松戸競輪場